# Камий Льофевр
Камий Льофевр (на френски: Camille Lefèvre) е френски скулптор.

## Биография
Той е роден на 31 декември 1853 година в Иси ле Мулино. През 1870 година се установява в близкия Париж, където учи в Училището за изящни изкуства. Печели няколко международни награди, а през 1903 – 1906 година преподава в Националното училище за висши изкуства.
Камий Льофевр умира на 23 май 1933 година в Париж.

## Галерия
- Дядо Гусери, 1886
- Фронтон на седалището на банката Лионски кредит в Париж
- Скулптор, 1896
- Паметник на Емил Левасор в Париж, 1907
- Абсида на гарата в Руан
- Април, ок. 1928